# Мельби, Антон
Даниэль Герман Антон Мельби (13 февраля 1818, Копенгаген – 10 января 1875, Париж) — датский художник-маринист, старший брат и первый учитель художников-маринистов Вильгельма и Фрица Мельби.

## Биография
Сын офицера датской королевской таможни. Первоначально Антон Мельби планировал сделать карьеру моряка, но из-за своей близорукости не был принят в морское училище, и был отправлен учиться кораблестроению. Однако вскоре у юноши проявились склонности к музыке и изобразительному искусству, и он оставил инженерную школу, сперва для того, чтобы учиться игре на гитаре.
Наконец, страсть молодого человека к искусству и к морю, и его непригодность, по состоянию зрения, к службе во флоте «сложились в пазл», и Антон Мельби решил стал художником-маринистом. В течение 1838 года он посещал Датскую Королевскую  Академию Изящных Искусств, где его учителем был К. У. Эккерсберг. К 1840 году 22-летний Мельби уже представил на выставки несколько морских пейзажей, которые привлекли внимание видного немецкого коллекционера произведений искусства Карла Фридриха фон Румора. По его рекомендации король Дании Кристиан VIII пригласил юношу сопровождать его на королевском корвете во время плавания по Балтийскому и Северному морям.
Вскоре после этого, Мельби ещё раз пригласили сопровождать короля в более длительном путешествии: в Марокко, где он стал свидетелем бомбардировки Танжера. В 1845 году Мельби подал заявление в Королевскую академию на получение стипендии для ученических путешествий, однако ему предпочли другого кандидата. Тогда, в следующем 1846 году, король выделил Мельби стипендию из своих личных средств, а картина художника с изображением маяка Эддистон была приобретена для королевской коллекции. Вскоре после этого, Мельби получил ежегодную медаль Торвальдсена, наиболее престижную датскую художественную награду, после чего на художника обрушился такой поток заказов, что это вынудило его отложить поездку, зато больше он уже не нуждался в деньгах.
В конечном итоге, справившись с волной заказов, в 1847 году Мельби прибыл в Париж, где стал свидетелем событий очередной местной революции. Неплохие заказы он получал и в Париже, а в 1853 году Мельби было предложено в качестве художника отправиться с французским посольством в Стамбул. Некоторое время он прожил там рядом с французским послом Ашилем Бараге д’Илье (сыном наполеоновского генерала, разбитого под Смоленском) и написал портрет султана Абдула-Меджида I. В эти годы он также получил как минимум один заказ от Наполеона III и научился дагерротипы, причём для этого брал уроки непосредственно у Луи Дагерра.
В 1855 году брат Антона, Фриц Мельби, на тот момент проживавший в Венесуэле, прислал к нему в Париж с рекомендательным письмом своего друга,  начинающего живописца, уроженца острова Сент-Томас (Датская Вест-Индия), Камилля Писсарро. Именно Антон Мельби, следуя пожеланию своего брата, первым ввёл одного из будущих зачинателей импрессионизма в парижские художественные круги. 
В 1857 году художник женился и на следующий год вернулся в Данию. По прибытии он был назначен членом Королевской академии и награжден орден орденом Даннеброг. В 1862 году Антон Мельбе стал профессором академии. В последние годы своей жизни он делил свое время между Копенгагеном, Гамбургом и Парижем. Несмотря на большой успех, он был отчасти разочарован тем, что все, кого он встречал, называли его картину с маяком его самой удачной картиной. Ухудшение здоровья постепенно сказалось на его способности рисовать, поэтому Мельбе обратился к наброскам углем и мелом. Художник умер в раннем пожилом возрасте во время пребывания в Париже и был похоронен там.
Мельбе был художником-реалистом, мастером марины, любителем эффектов светотени. В то же время, исследователи замечают в работах художника и некоторое влияние его знакомца по Парижу, предтечи импрессионистов, Камиля Коро. Его младшие братья, Вильгельм и Фриц также стали художниками.

## Галерея

Некоторые работы
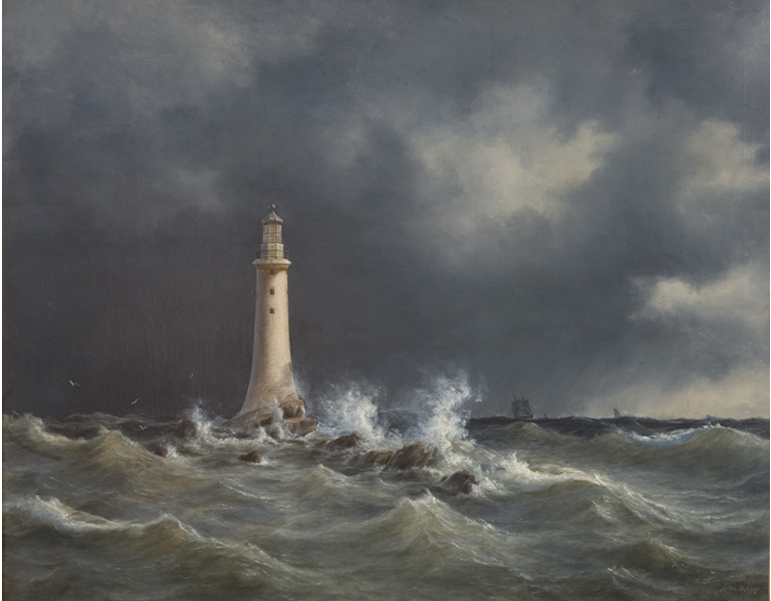
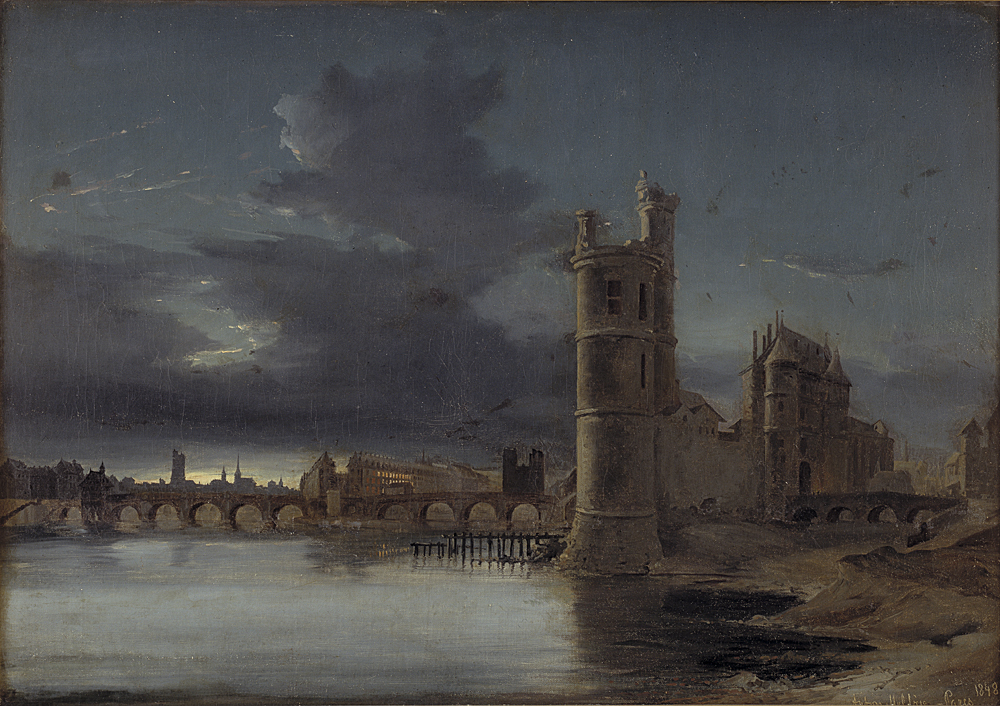
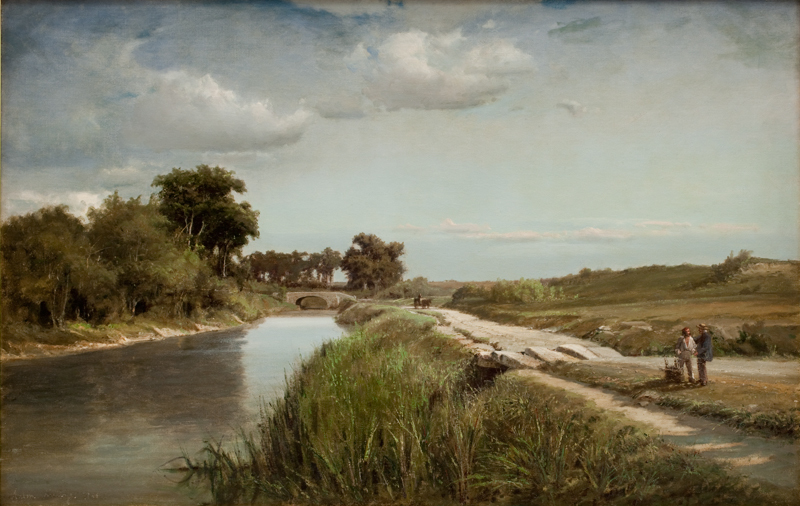
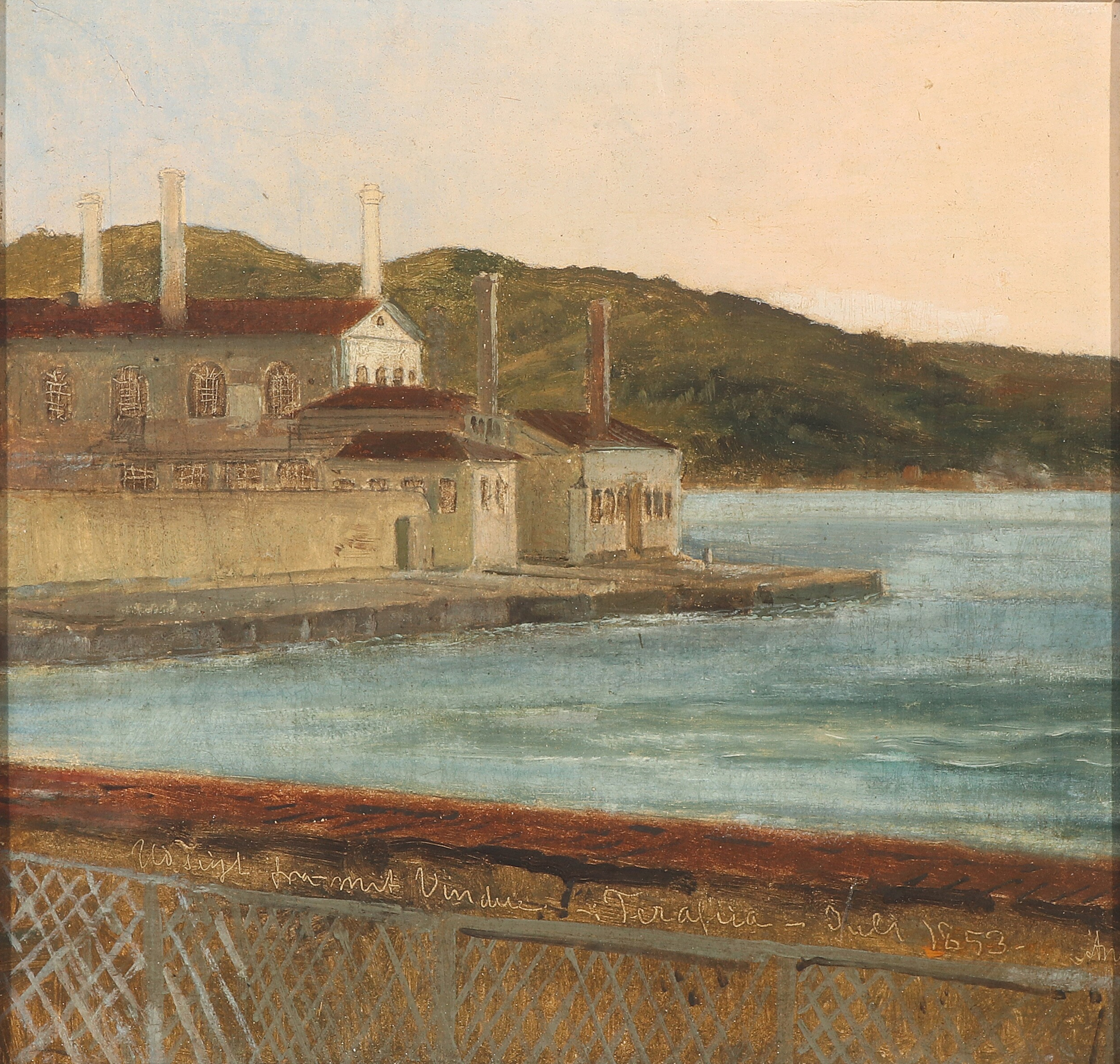
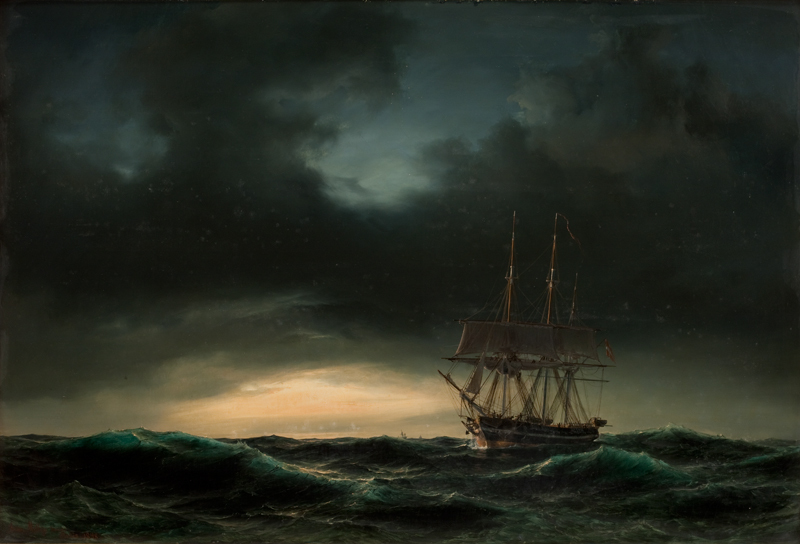
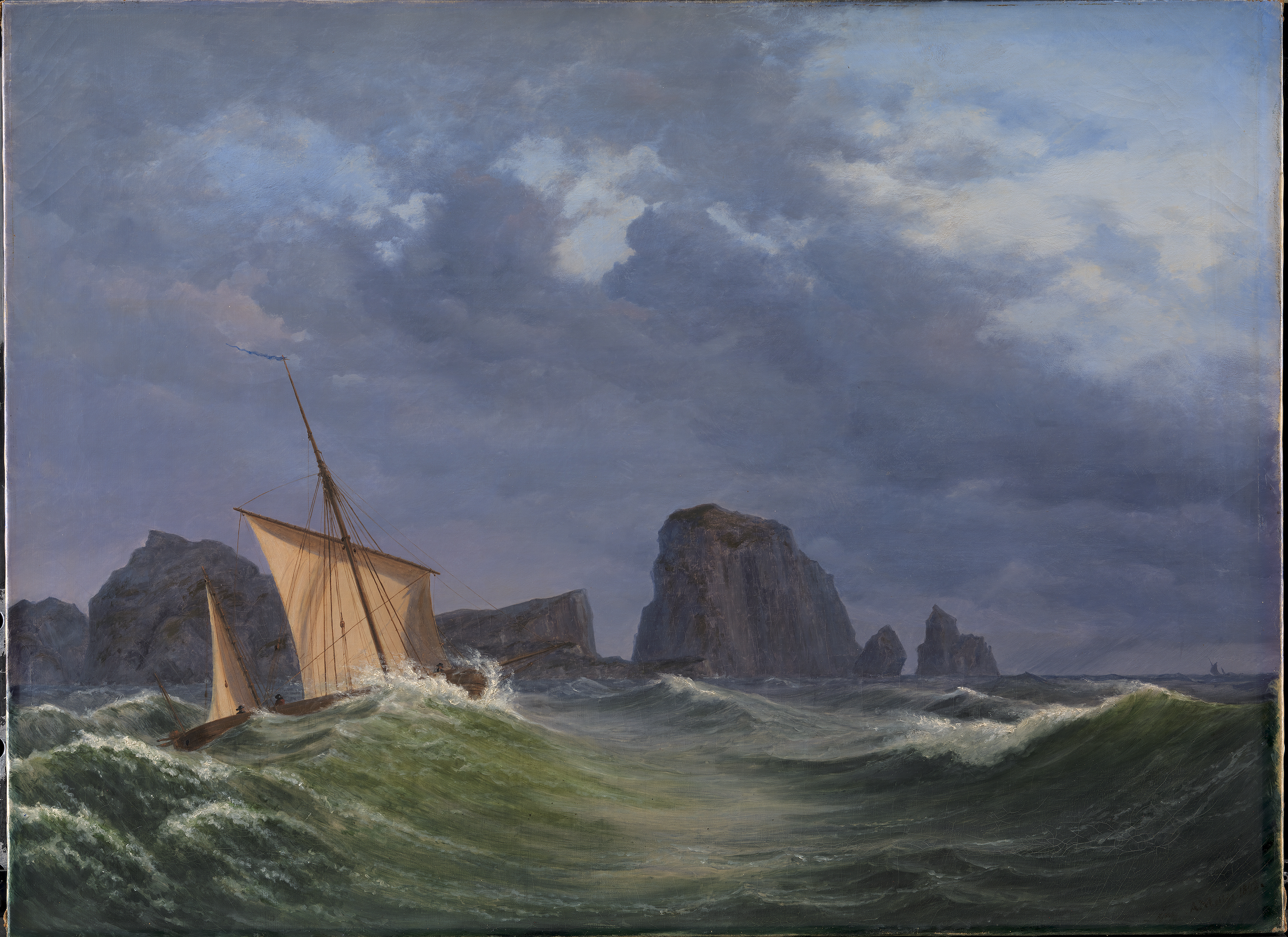
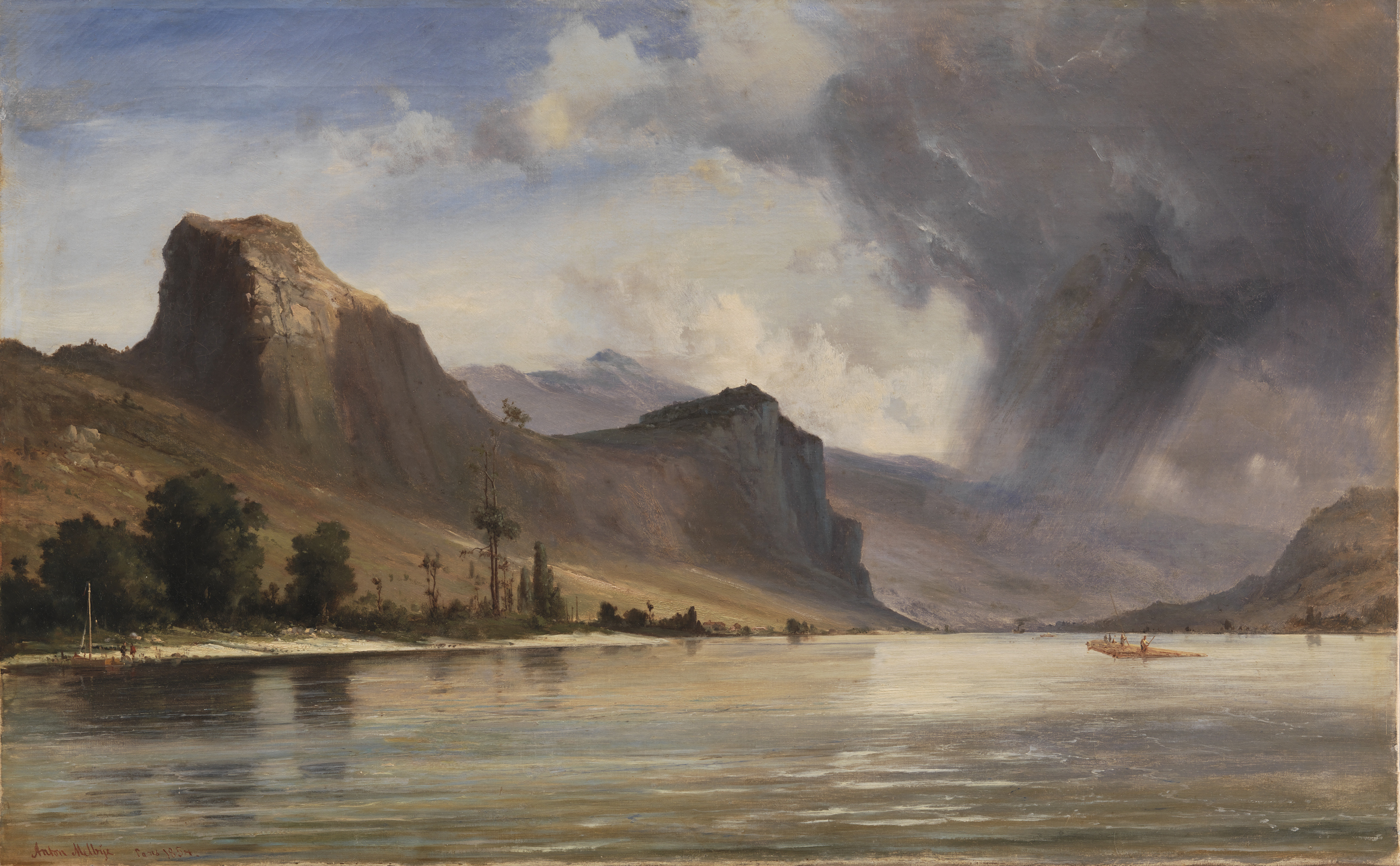
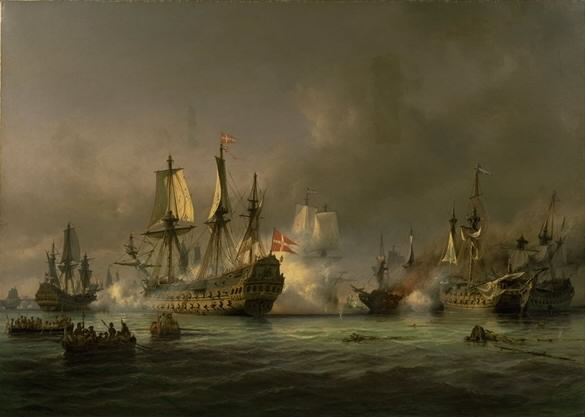
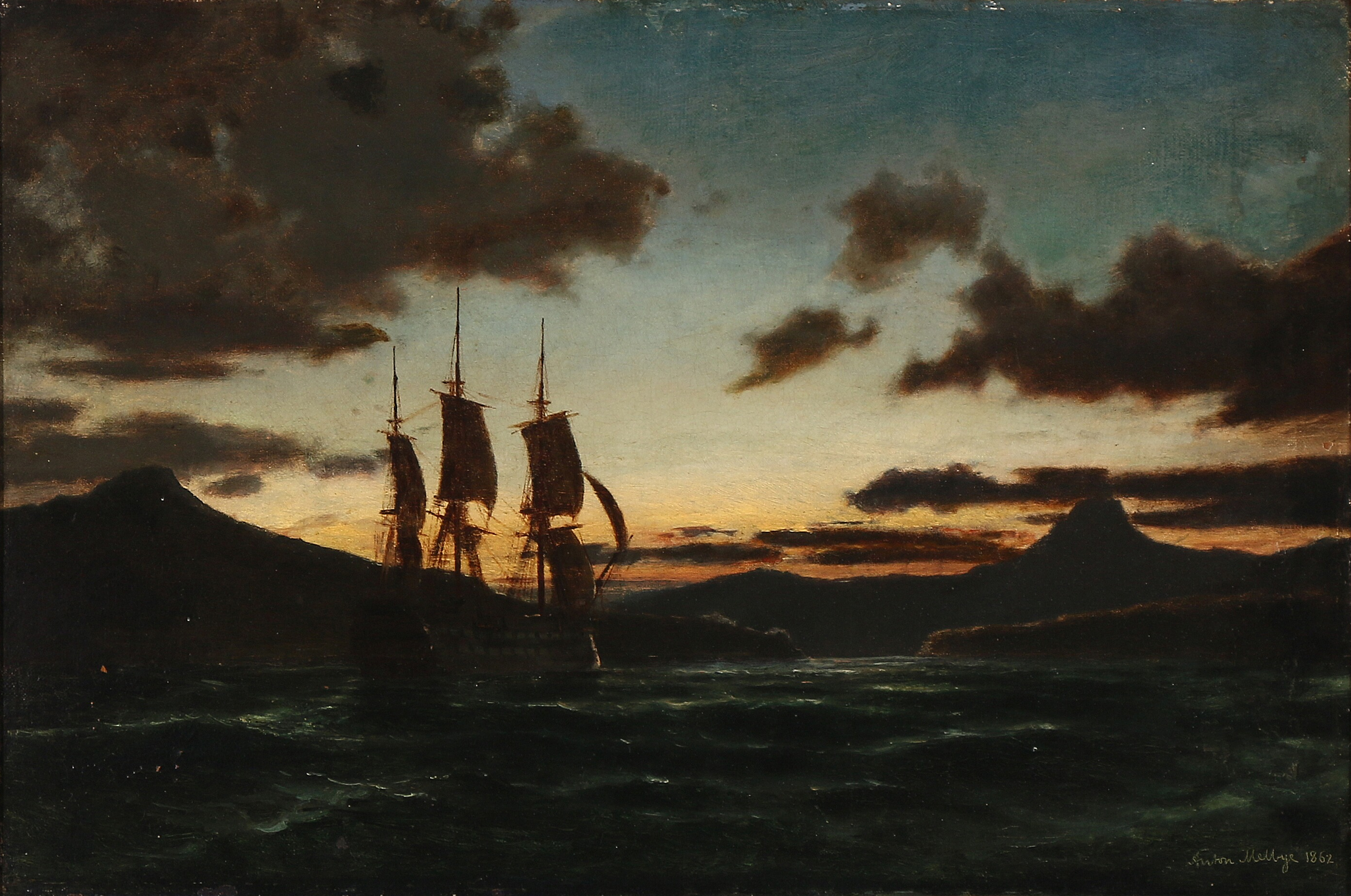
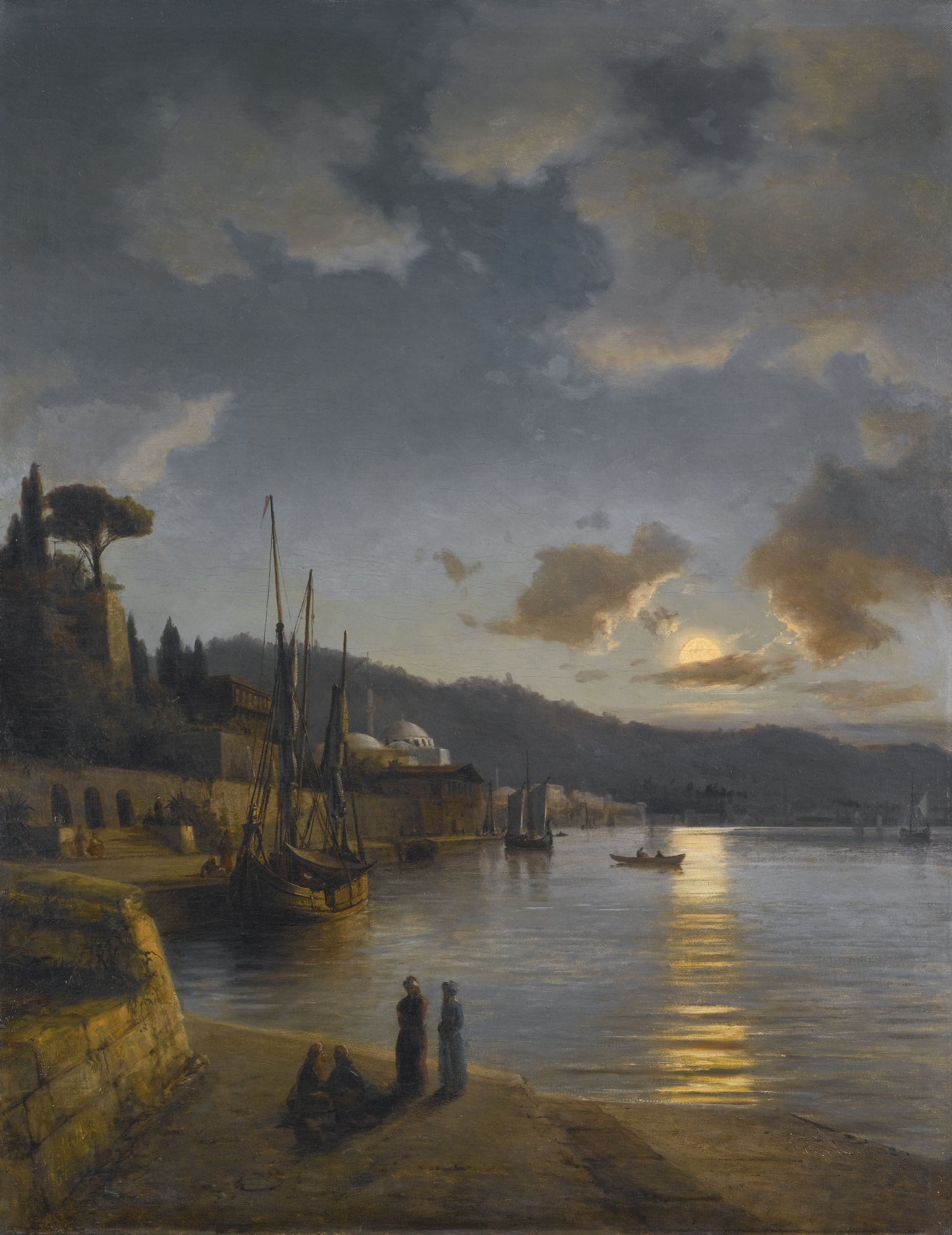
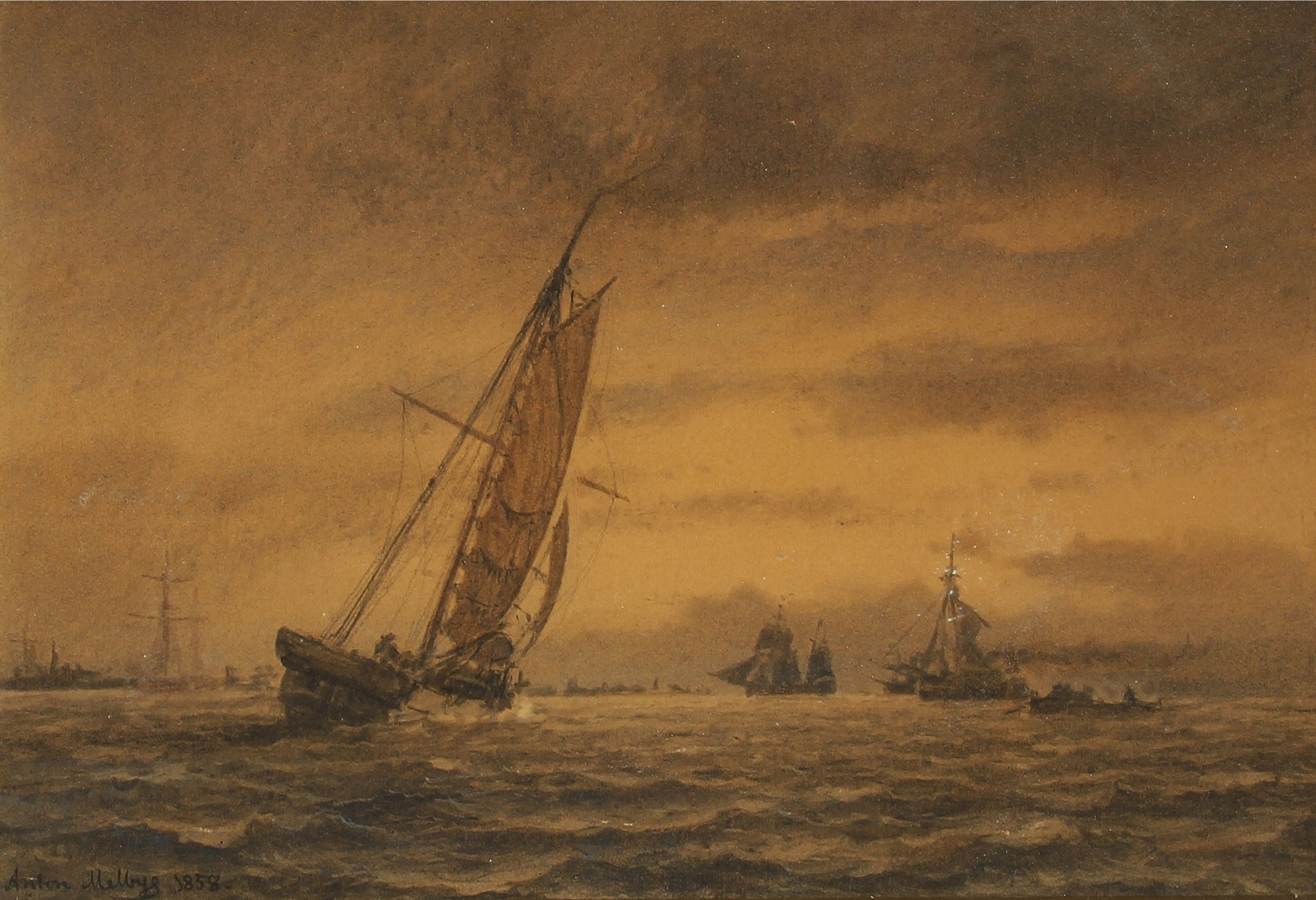